# 切希爾鎮區 (密歇根州)
切希爾鎮區（英語：Cheshire Township）是位於美國密歇根州阿勒根縣的一個行政鎮區。

## 地方資料
切希爾鎮區的面積為93.00平方千米，當中陸地面積為90.20平方千米，而水域面積為280平方千米。根據2010年美國人口普查的數據，當地共有人口2211人，而人口密度為每平方千米23.77人。